# Pieter Coecke van Aelst
Pour les articles homonymes, voir Aelst.
Ne doit pas être confondu avec Peeter van Aelst.
Pieter Coecke van Aelst, Pierre Coeck d'Alost, Pierre Coucke ou Pierre Coecke d'Alost, né le 14 août 1502 à Alost et mort le 6 décembre 1550 à Bruxelles, est un peintre et architecte-scénographe flamand, connu notamment pour son édition de Vitruve en néerlandais.

## Biographie
Il fait son apprentissage à Bruxelles sous la direction de Bernard van Orley. Il accomplit vraisemblablement un séjour en Italie entre 1521 et 1525, où il découvre les chefs-d'œuvre de l'Antiquité. À son retour d'Italie en 1527, il s'installe à Anvers, où il travaille chez Jan Van Dornicke, puis épouse sa fille, héritant de l'atelier de son beau-père à la mort de celui-ci. Ses ateliers jouiront d'une grande renommée : gravure, sculpture, scénographie pour le théâtre, peinture sur vitrail, dessins pour la tapisserie et la joaillerie, tous les arts plastiques y seront mis en œuvre. Hans Vredeman de Vries et bien d'autres collaboraient à la production. Coecke van Aelst forme également Pieter Brueghel l'Ancien, qui épousera sa fille.

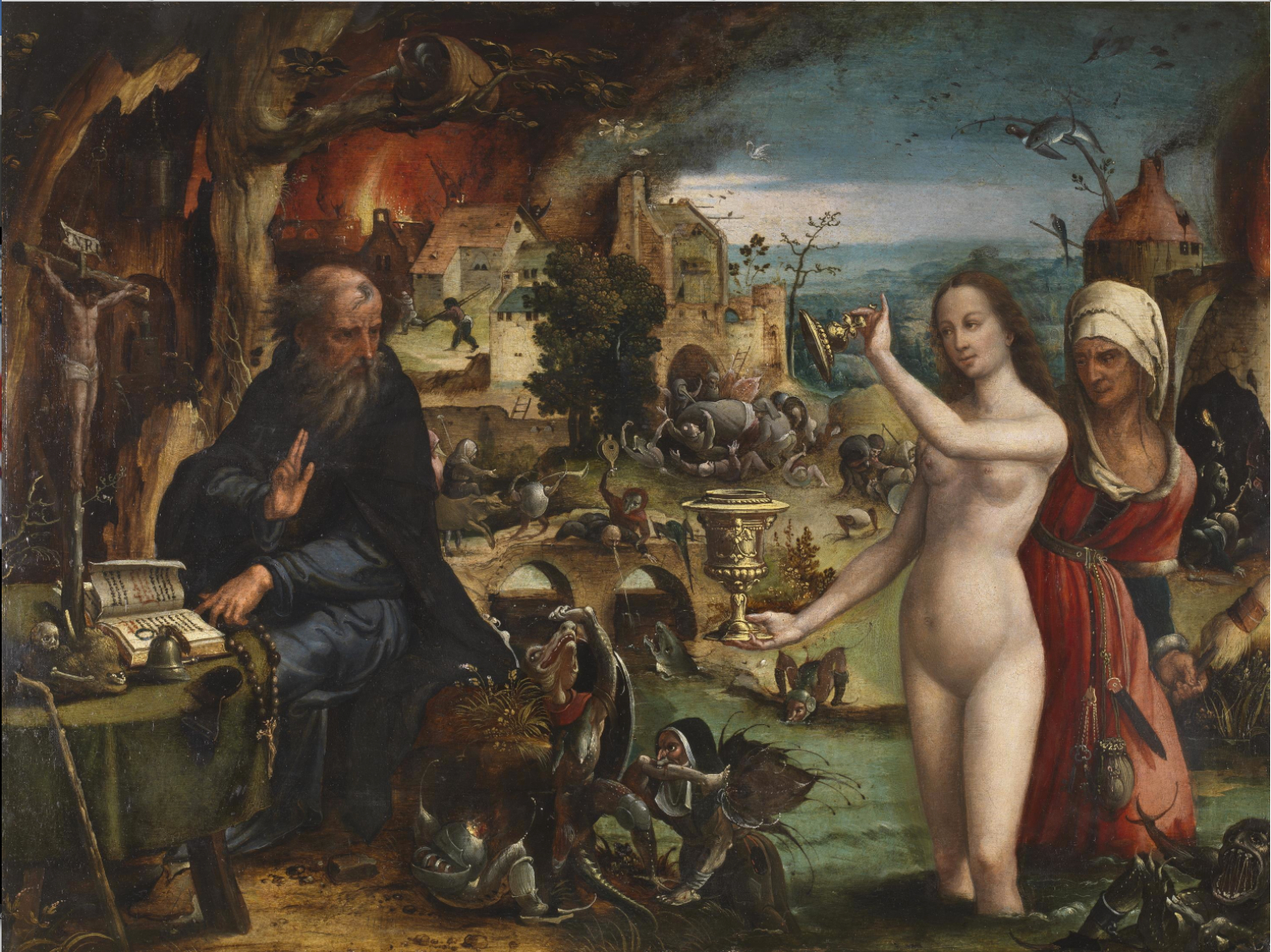
La tentation de saint Antoine

C'est au cours d'un voyage à Constantinople en 1533-1534 qu'il fait plusieurs dessins sur lesquels son épouse Mayken Verhulst se base pour exécuter la série des sept planches en bois intitulées Mœurs et fachons de faire des Turcz (1553),. Ce voyage l'a inspiré pour d'autres œuvres ne traitant pas de l'Empire Ottoman dont la série de tentures Martyre de saint Paul dont certaines œuvre représentant des soldats des légions romaines vétus " à la turque " et armés de cimeterres, l'arme traditionnelle de turcs dans les représentations occidentales de son époque.
En 1539, il entreprend d'éditer une traduction en langue néerlandaise de l'Architettura de Sebastiano Serlio. Charles Quint le nomme peintre de la cour peu avant sa mort.
Le tableau l'Adoration des Mages de Pieter Coecke van Aelst, fait partie de la collection du musée Jeanne d'Aboville de La Fère.
Pieter Coecke se rattache à la guilde des romanistes et à l'école d'Anvers, qui associe au réalisme et à la précision des artistes des Flandres, le sens de la mise en scène d'un Léonard de Vinci, par exemple dans La Cène de 1531. Sa conception méthodique de l'art italien de la Renaissance en facilite la diffusion dans les Pays-Bas méridionaux. Quoiqu'il dirigeât un atelier très actif et rentable, il ne reste que très peu d'œuvres de sa main, car une partie d'entre elles disparaît sous les coups des iconoclastes calvinistes.
Il fut enterré à l'église Saint-Géry.

## Œuvre

### La Cène, ouLe Dernier Repas du Christ et des apôtres

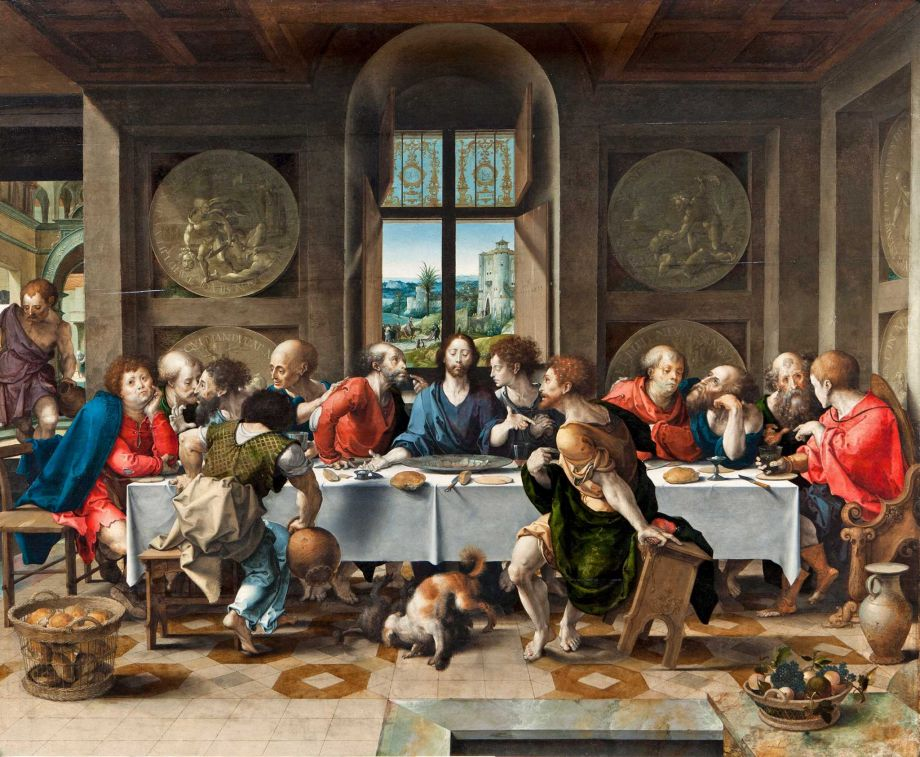
La Cène

La Cène, ou Le Dernier Repas du Christ et des apôtres, est l'un des tableaux les plus célèbres de Pieter Coeck d'Alost et un exemple de la peinture flamande au XVIe siècle.
Ce tableau aurait été maintes fois copié, selon le Conservateur en chef du Musée des Arts Royaux de Bruxelles qui, en 1953, en dénombre 22 exemplaires. Les dates des tableaux constituant cette série s'échelonnent de 1527 à 1550.

## Musées
- Bruxelles :
  - La Cène.
- Cassel, musée de Flandre:
  - La Sainte Trinité.
- Gand :
  - Le Christ et la femme adultère.
- Grenoble :
  - Saint-Joseph et le roi Gaspard
- Liège :
  - La Cène.
- Lille :
  - La prédication de saint Jean-Baptiste.
- Londres (Hampton Court) :
  - Portrait d'homme une montre à la main.
- Munich (Alta Pina) :
  - La vision d'Ézéchiel.
- Naples :
  - Paysage au buisson ardent.
- Narbonne Musée des Beaux-Arts de Narbonne:
  - La Sainte Famille avec donateurs [6].
- New York Metropolitan Museum of Art :
  - Les disciples dans la salle haute, vitrail, Anvers (1535-1550)
  - La gourmandise, tapisserie d’après un tableau
- Utrecht :
  - La Récolte de la manne, volet d'autel.

### Galerie

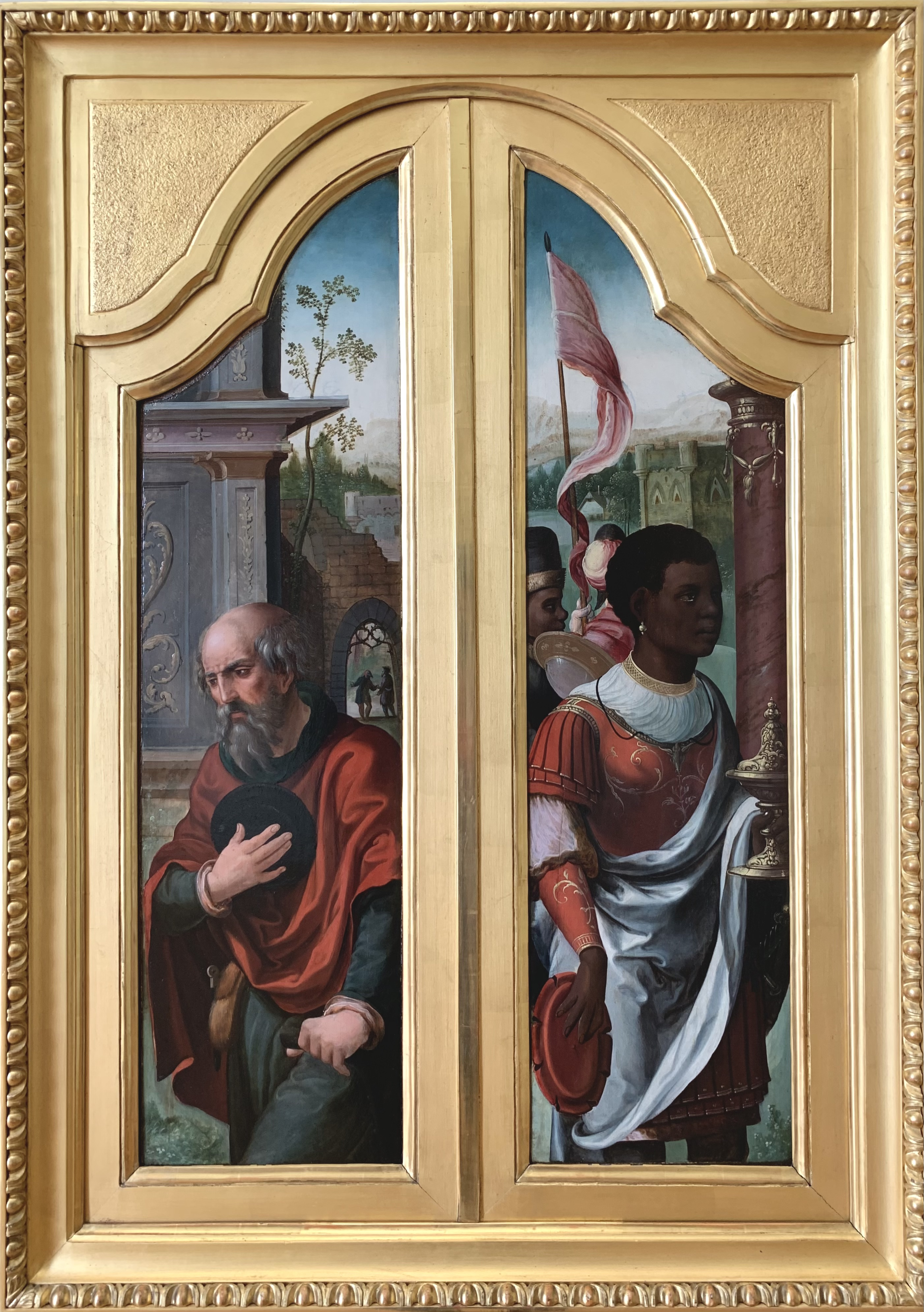
Saint-Joseph et le roi Gaspard, v. 1525-1550, musée de Grenoble
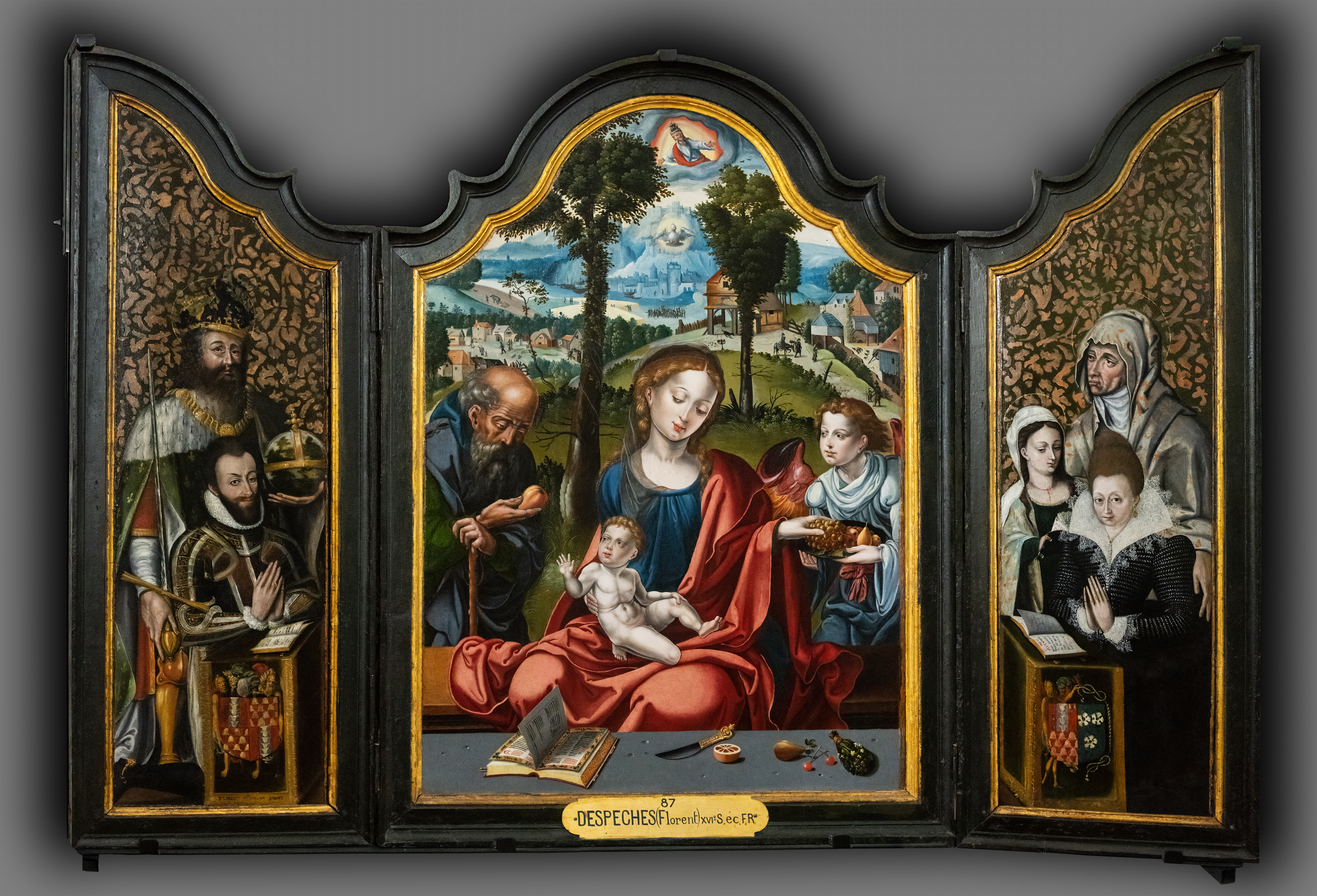
La Sainte Famille avec donateurs , Musée des Beaux-Arts de Narbonne
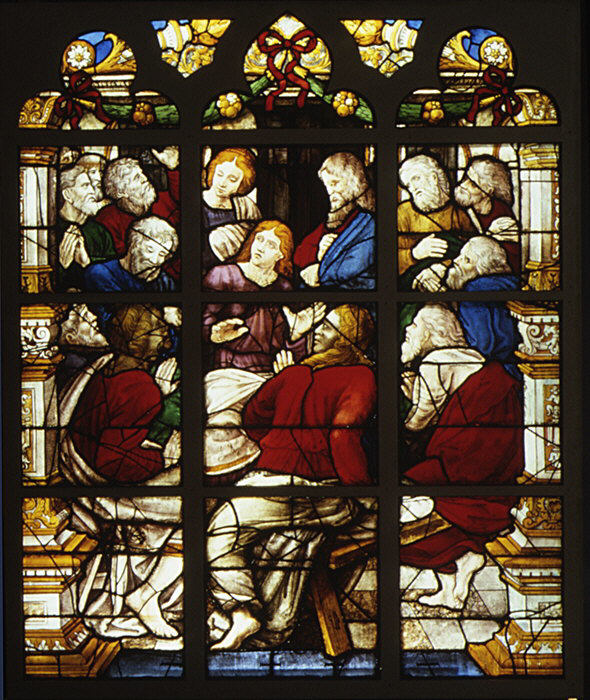
Les disciples dans la salle haute, vitrail, Anvers (1535-1550)
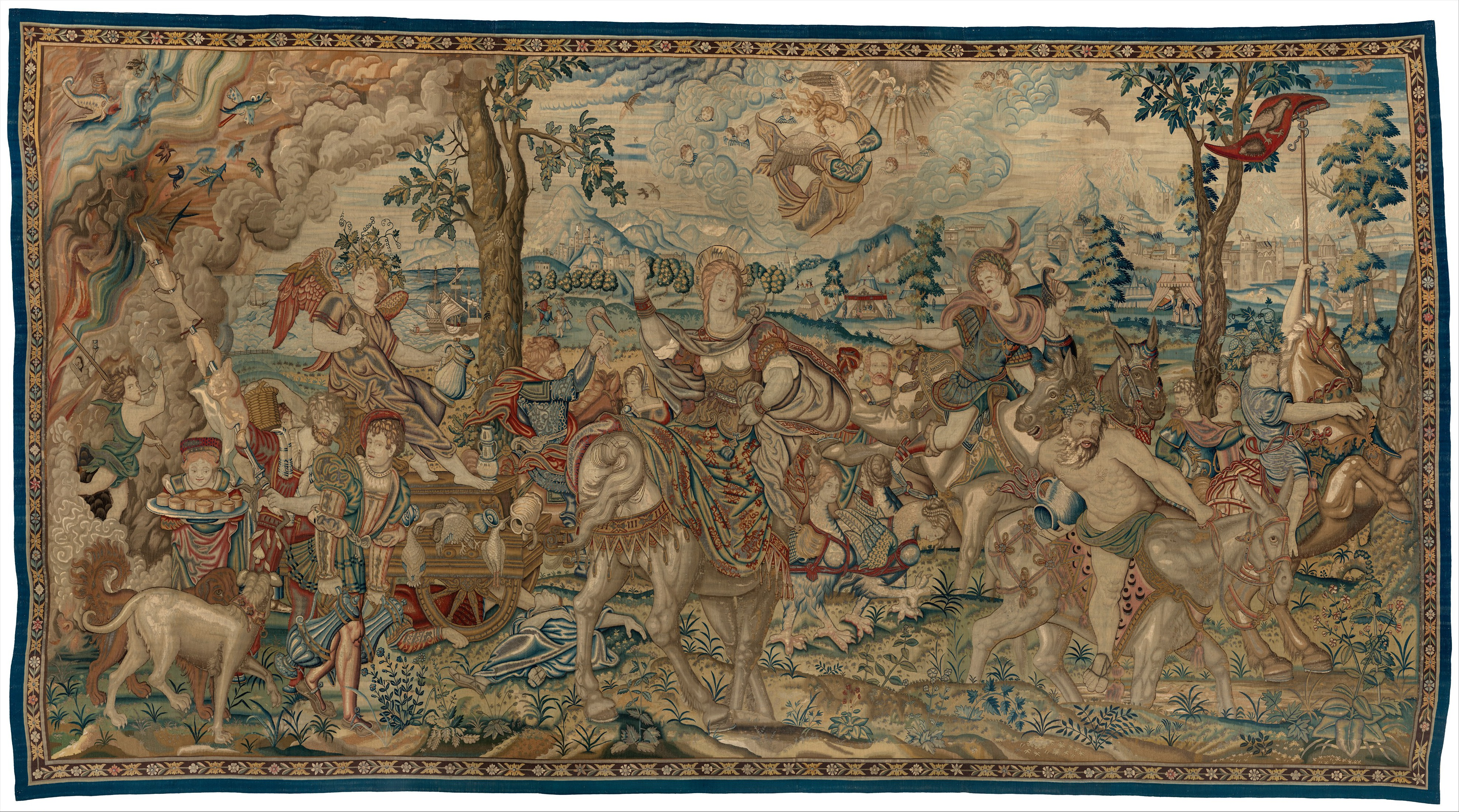
La gourmandise, tapisserie d’après un tableau, Bruxelles (1550-1560)
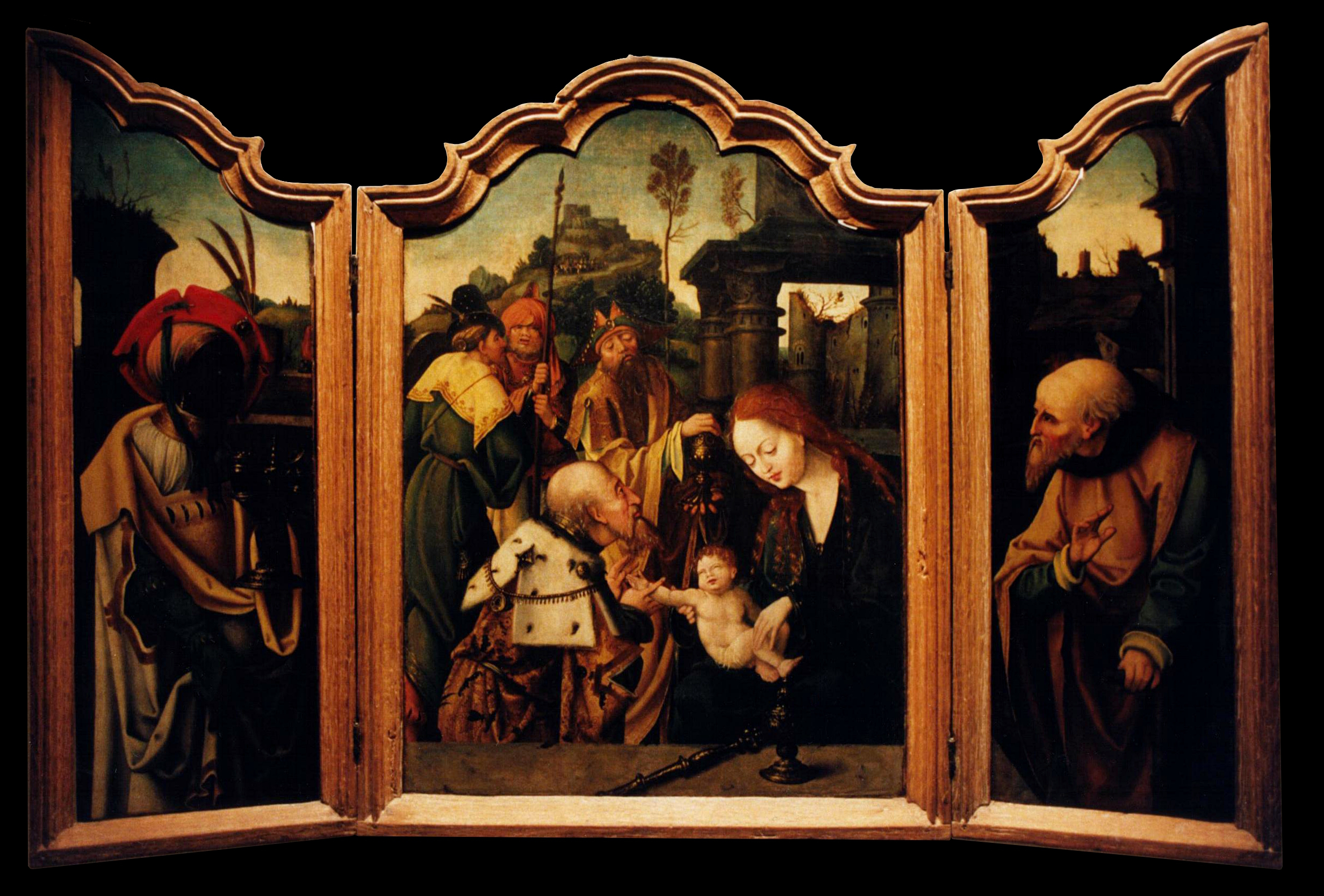
L’Adoration des Mages, triptyque (1ère moitié du XVIème siècle),musée des arts décoratifs de Namur.